# Col de l'Épine (Haute-Savoie)
Pour les articles homonymes, voir Col de l'Épine.
Le col de l'Épine est un col de montagne routier s'élevant à 947 m d'altitude situé dans la chaîne des Aravis dans les Alpes. Il est situé dans le département de la Haute-Savoie et relie Marlens à Serraval. Le col est rallié et franchi par la route départementale 162.

## Toponyme
Tout comme le col du département voisin, Adolphe Gros indique le mot « Épine », dérivant du latin spina, désigne « un lieu où il y a des épines ». Cette explication, « couverte de buissons », est également avancée par Ernest Nègre pour le nom de la chaîne éponyme de Savoie.

## Cyclisme
Le col de l'Épine a été franchi par le Tour de France depuis Le Grand-Bornand en 1995 et 2007 mais n'a alors pas compté pour le Grand Prix de la montagne. Lors de la 19e étape du Tour de France 2013, il est escaladé par le versant sud et classé alors en 1re catégorie. C'est le Français Pierre Rolland qui est passé en tête au sommet.

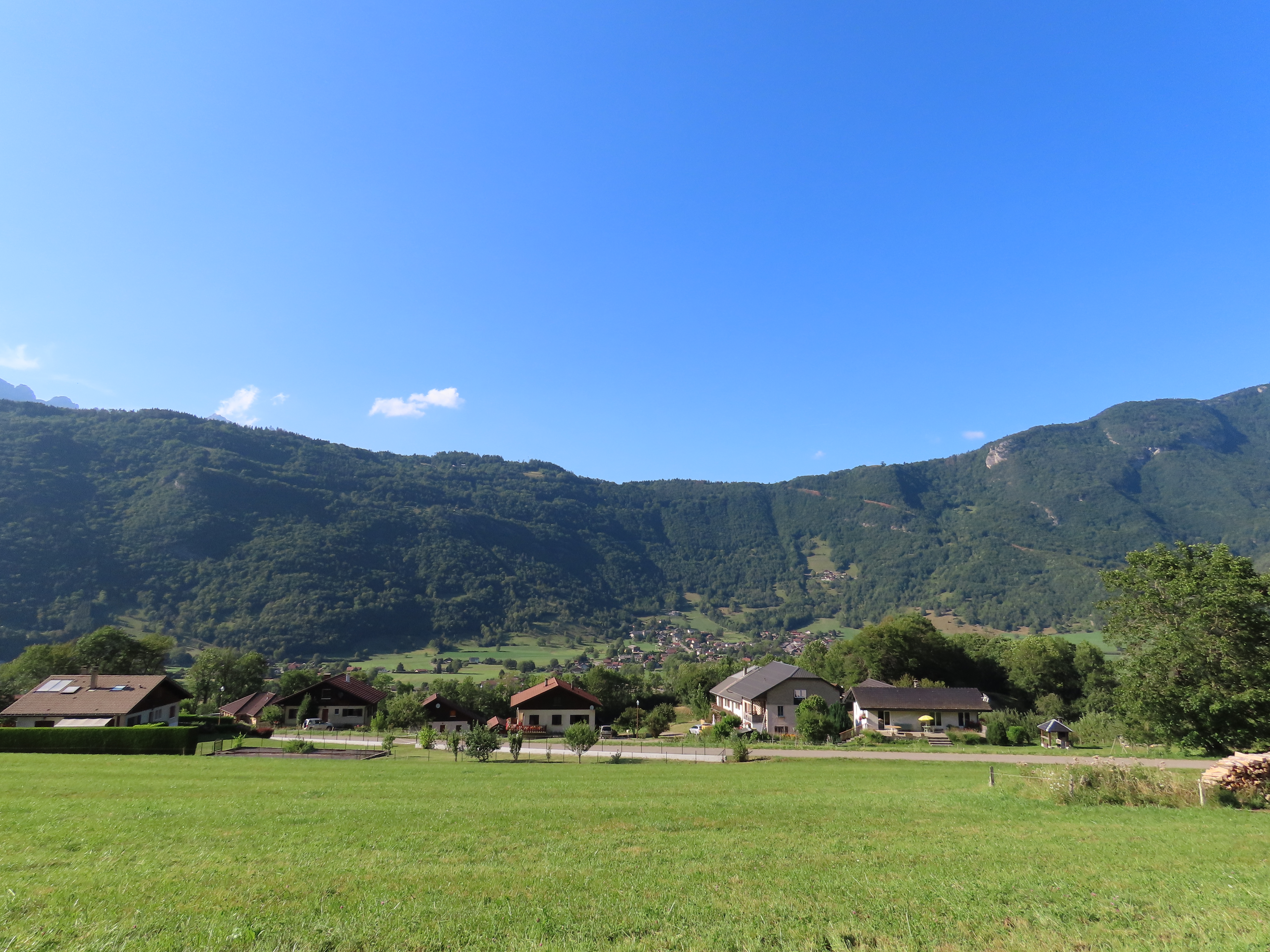
Le col de l'Épine depuis Val de Chaise.